# Marija Armuš
Marija Armuš (Beograd, 28. decembar 1993) je master inženjer organizacionih nauka i srpska futsal igračica. Kapiten je ženske futsal A reprezentacije Srbije, univerzitetske reprezentacije i prvi ženski futsal trener u Srbiji sa nacionalnom licencom od 2015. godine. Nastupa za ženski malonogometni klub Meteoru Futsal iz Zagreba, Hrvatska sa kojim se takmiči u Prvoj malonogometnoj futsal ligi za žene.

## Obrazovanje
Osnovnu školu Dušan Jerković u Šimanovcima je završila 2008. godine. Upisuje XV beogradsku gimnaziju i po završetku srednje škole upisuje osnovne studije na Fakultetu organizacionih nauka, Univerziteta u Beogradu, smer Informacioni sistemi i tehnologije, na kome je 17.09.2017. godine uspešno odbranila diplomski rad na temu: Internet Marketing nastup trgovinskog centra. Mentor njenog rada je bila profesor dr Marijana Despotović Zrakić. Marija iste godine upisuje master studije na Katedri za elektronsko poslovanje i upravljanje sistemima takođe na Fakultetu organizacionih nauka, Univerziteta u Beogradu. Zvanje Master inženjera organizacionih nauka stiče 27.09.2018. godine nakon odbranjenog master rada: Razvoj internet portala za podršku organizaciji sportskih takmičenja.

## Karijera
Počela je da trenira fudbal 2004. godine u Šimanovcima u ženskoj sekciji FK Hajduk iz Pećinaca kod trenera Žarka Mrkajića. Igrala je utakmice i turnire malog fudbala do 2008. godine, kada pauzira fudbalsku karijeru. Upisivanjem studija 2012. godine na Fakultet organizacionih nauka počinje aktivno da igra Univerzitetsku ligu Beograda Архивирано на веб-сајту  (17. јун 2020) za matični fakultet i nastupa na mnogobrojnim međunarodnim takmičenjima. Prvi nastup ženska futsal Univerzitetska reprezentacija zabeležila je 2016. godine gde Beogradski Univerzitet osvaja državno prvenstvo i plasira se na Evropsku univerzijadu gde zauzima 8. mesto. Ona i Barbara Izgarević su bile najzaslužnije za osnivanje reprezentacije i njen odlazak na Evropsku univerzijadu, a tadašnji trener i selektor je bio Dušan Matić.
Sezonu 2017/18, 2018/19 i 2019/20 Marija je nastupala za zagrebački malonogometni klub Meteora Futsal kojim je ujedno napravila prvi ženski inostrani futsal transfer. Na turnirima igra za trofejnu i prestižnu ekipu SIND.
Postigla je prvi gol u istoriji za reprezentaciju Srbije 25.08.2018. godine protiv reprezentacije Slovenije u Laškom, Slovenija. Kapiten je ženske futsal A reprezentacije i od početka je na raspolaganju selektora Dejana Majesa. Nastupala je i na prvom UEFA Evropskom futsal prvenstvu 2018. godine. Podigla je prvi pehar u istoriji ženskog futsala kada je Srbija osvojila Kup četiri nacije u konkurenciji reprezentacija Slovenije, Slovačke i Češke.

## Nagrade i priznanja
Ona iza sebe  ima odigranih preko 370 utakmica malog fudbala i futsala. Sa Beogradskim Univerzitetom Marija ima titulu državnog prvaka iz 2016. godine čiji uspeh će ih odvesti na Evropsku Univerzijadu, dok 2017. godine kao trener Univerziteta u Beogradu, njena ekipa osvaja drugo mesto.
Od avgusta 2018. godine nastupa za Žensku futsal A reprezentaciju na međunarodnim prijateljskim utakmicama protiv Slovenije, Ukrajine i Mađarske, Kupu četiri nacije u konkurenciji Slovenije, Slovačke i Češke i na kvalifikacijama za UEFA Evropsko prvenstvo 2018. godine  protiv Finske, Češke i Portugala.
Kao kapiten sa FON-om ima titule iz Španije Euro Valencia Tournament (2012, 2014), iz Makedonije sa Macedonia Uni Fest (2014), iz Turske sa Bogazici UniSports Fest (2015), i domaćih takmičenja: Turnir Nastavi tradiciju (2015), Turnir "Osmomartovski dan sporta” (2016) Univerzitetski Kup Beograda (2013, 2016), dok su četiri sezone bile vice šampioni Univerzitetskog prvenstva (2012, 2013, 2014, 2016) i kao trećeplasirane dolazila je sa turnira iz Španskog Madrida Euro Commillas (2013, 2014, 2015) i domaćih takmičenja: Turnir Euro Belgrade (2012, 2013), Turnir Nastavi tradiciju (2013), Belgrade International Games (2015) i Belgrade Sports Tournament (2016, 2017)
Nosilac je nekoliko titula: Predsednik odbora za ženski futsal Univerzitetskog sportskog saveza Beograda (2015,2016,2017,2018), asistent sportskog direktora Univerzitetskog sportskog saveza Srbije (2017, 2018).
Za vreme studiranja bila je član  SportFON-a, a kasnije i podpredsednik ove studentske organizacije. Učestvovala je u mnogobrojnim humanitarnim akcijama — Čep za hendikep, Osmeh na Dar, pomoć ugroženima od poplava i pomoć osobama obolelih od spinalne atrofije mišića.
Dobitnica je više priznanja među kojima je najbolji sportista opštine Čukarica 2018.godine, Mis ženskog futsala i najbolji kapiten Univerzitetske ekipe. Članica je SportNeta Beograd.
Od 2019. godine je tim menažer i menažer odnosa sa javnošću superligaša ženskog fudbalskog kluba Zemun iz Beograda.

## Spoljašnje veze
- Kup četiri nacije
- Intervju za Vesti
- Intervju za Sportski žurnal
- Intervju za RTV Studentski grad